# Ibsen Nelsen
Ibsen Andreas Nelsen (Ruskin, 2 de octubre de 1919-Vashon, 19 de julio de 2001) fue un arquitecto estadounidense activo en el noroeste del Pacífico. Nació en una familia de inmigrantes daneses en Ruskin (Nebraska), que huyó al oeste durante el Dust Bowl y se estableció en Medford (Oregón). Después de servir en el Pacífico durante la Segunda Guerra Mundial, recibió su Licenciatura en Arquitectura de la Universidad de Oregón en 1951. Se mudó a Seattle, donde después de trabajar para varias firmas pequeñas, comenzó su propia práctica en 1953. Poco después se asoció con Russell Sabin y Gordon Bennett Varey se unió a la firma en 1961 para formar Nelsen, Sabin, & Varey, donde diseñó proyectos como la casa del pintor Morris Graves en Loleta (California). En 1967 abandonó el estudio para formar su propio estudio, donde diseñó el Museo del Vuelo y una serie de instalaciones académicas para la Western Washington University.

## Biografía
El 2 de octubre de 1919, Ibsen Andreas Nelsen nació en Ruskin (Nebraska), hijo de Julius Nelsen, un carpintero nacido en Dinamarca. Durante el Dust Bowl, su familia huyó de las llanuras para establecerse en Medford (Oregón). Allí, Nelsen asistió a la escuela secundaria, mientras aprendía carpintería y ebanistería con su padre. Se unió al ejército después de la entrada de Estados Unidos en la Segunda Guerra Mundial y fue enviado al suroeste del Teatro del Pacífico, donde fue ascendido al rango de capitán. Recibió el Corazón Púrpura y la Estrella de Bronce por sus acciones durante la guerra.

### Carrera en arquitectura
Después de la guerra, asistió a la Universidad de Oregón con el apoyo de las disposiciones de la G.I. Bill. Se graduó de la universidad con una licenciatura en Arquitectura en 1951 y se mudó a Seattle, Washington, donde trabajó brevemente como dibujante en la firma Naramore, Bain, Brady & Johanson. Más tarde, ese mismo año, se trasladó a Morrison-Knudsen, donde trabajó como diseñador hasta dejar la empresa en 1952. Al año siguiente abrió su propio estudio de arquitectura en el Distrito Universitario y poco después se asoció con Russell Sabin para formar la firma Nelsen & Sabin. Juntos, diseñaron el edificio Regrade Investors en Seattle y una capilla de La Iglesia de Jesucristo de los Santos de los Últimos Días en Mountlake Terrace (Washington). En 1961, diseñaron la Casa Benjamin Weeks en Seattle, Washington, por la que obtuvieron un Premio de Honor del capítulo de Seattle del Instituto Estadounidense de Arquitectos. Gordon Bennett Varey se unió a la firma en 1961, lo que llevó a su cambio de marca a Nelsen, Sabin, & Varey. De 1956 a 1965, Nelsen enseñó como profesor asistente en la Universidad de Washington.
En 1967, después de encargos como la residencia del pintor Morris Graves en Loleta (California), y reformas en el Teatro Playhouse de la Universidad de Washington, dejó Sabin y Varey para comenzar una nueva práctica privada, titulada Ibsen Nelsen & Associates. Se embarcó en una serie de encargos importantes para la Western Washington University, diseñando cinco edificios del campus entre 1968 y 1981. El Centro de Estudios Ambientales, su último diseño para el campus, fue la primera instalación de ciencias ambientales en los Estados Unidos y ganó un Premio de Honor AIA. Junto al edificio Inn at the Market en el mercado de Pike Place, comenzó a trabajar en el Museo del Vuelo en 1975, trabajo que continuaría hasta 1987. De 1986 a 1990, diseñó su propia casa en la isla Vashon, a la que llamó Island Farm, lejos de las tradicionales casas de campo danesas.

### Vida personal
Se casó con Ruth Hanawalt, originaria de Puyallup (Washington), en 1946. Tuvieron cuatro hijos. Participó activamente en campañas de preservación histórica, renovación urbana y conservación del arte. Ayudó a fundar la Comisión de Diseño de Seattle y la Comisión Municipal de Artes de Seattle, desempeñándose como presidente de esta última entre 1967 y 1968. Fue miembro de las Artes Aliadas de Seattle y se desempeñó como su presidente entre 1969 y 1970. También fue miembro durante mucho tiempo del Instituto Estadounidense de Arquitectos; poco después de unirse al instituto en 1960, se desempeñó como vicepresidente del Capítulo de Seattle de 1960 a 1961. Recibió una beca AIA en 1981 y la Medalla AIA Seattle en 1989. Murió en la isla Vashon el 19 de julio de 2001.